# Kasidej Rungkitwattananukul
Kasidej Rungkitwattananukul (thailändisch กษิดิ์เดช รุ่งกิจวัฒนานุกูล; * 23. April 2004 in Bangkok), auch als Pang bekannt, ist ein thailändischer Fußballspieler.

## Karriere
Kasidej Rungkitwattananukul erlernte das Fußballspielen in der Schulmannschaft des Assumption College. Seinen ersten Vertrag unterschrieb er im Januar 2019 beim Assumption United FC. Der Verein aus Bangkok spielte in der vierten Liga, der Thai League 4. Hier trat man in der Western Region an. Aufgrund der COVID-19-Pandemie in Thailand wurde der Spielbetrieb nach zwei Spieltagen unterbrochen. Während der Unterbrechung wurde vom thailändischen Fußballverband beschlossen, dass nach Wiederaufnahme des Spielbetriebs die dritte- und die vierte Liga zusammengelegt werden. Fortan spielte Assumption in der dritten Liga. Hier trat man ebenfalls in der Western Region an. Im August 2024 wechselte er zum Drittligaaufsteiger Dome FC. Mit dem Verein aus Pathum Thani spielte er 14-mal in der Central Region der Liga. Nach einer Spielzeit wechselte er in die zweite Liga. Hier unterschrieb er einen Vertrag beim Hauptstadtverein Bangkok FC. Sein Zweitligadebüt gab Rungkitwattananukul am 17. August 2025 (1. Spieltag) im Auswärtsspiel gegen den Trat FC. Bei der 2:1-Niederlage stand er in der Startelf und spielte die kompletten 90 Minuten.